# MacMillan Provincial Park
MacMillan Provincial Park är en provinspark i provinsen British Columbia i Kanada. Det är ett slags naturpark som administreras av provinsen. Den ligger på Vancouver Island vid sjön Cameron Lake.
I parken finns en skog som fick namnet Cathedral Grove. Skogen kännetecknas av Douglasgranar som ofta är 300 till 400 år gamla och enskilda exemplar är upp till 800 år gamla. De största träden är upp till 76 meter höga och stammen har vid foten ett omfång upp till 9 meter. Andra stora träd i parken är jättetuja (Thuja plicata), jättehemlock (Tsuga heterophylla) och balsamgran (Abies balsamea). Undervegetationen utgörs främst av ormbunkar och ovanför ormbunkarna ligger ofta en dimma.
Närmaste större samhälle är Port Alberni, 10 km väster om MacMillan Park.